# Lothar von Seuffert

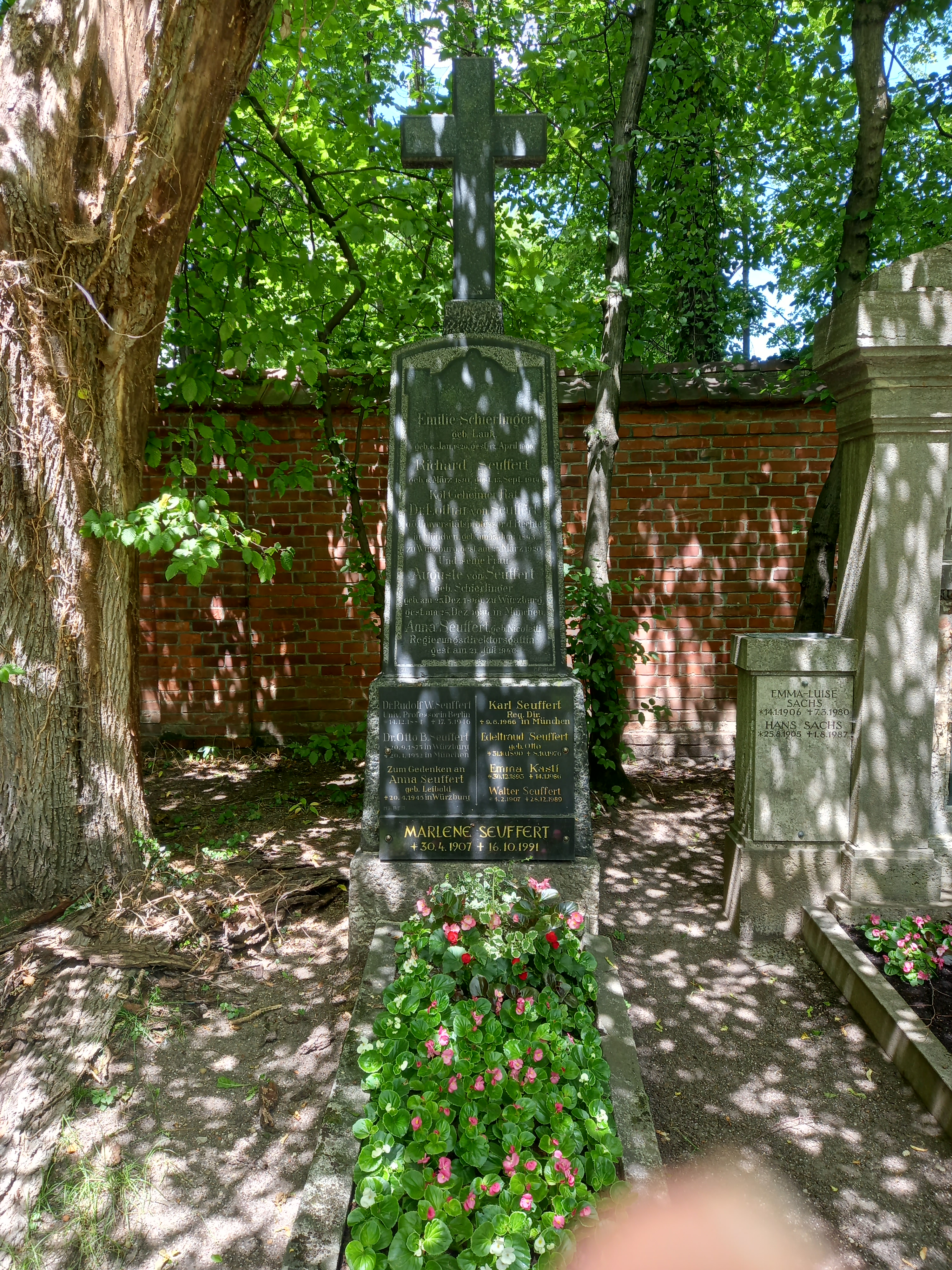
Das Grab Lothar von Seuffert und seiner Ehefrau Auguste geborene Schierlinger im Familiengrab auf dem Ostfriedhof (München)

Lothar von Seuffert (* 15. Juni 1843 in Würzburg; † 25. März 1920 in München) war ein deutscher Rechtsgelehrter.

## Leben und Werk
Lothar von Seuffert studierte ab 1861 an der Universität Würzburg Rechtswissenschaften. Er wurde am 24. Juli 1868 promoviert und 1872 Staatsanwaltsubstitut in Augsburg, 1875 Stadtgerichtsassessor in München, später Protokollführer der Justizkommission des Reichstags in Berlin.
1876 wurde Seuffert als ordentlicher Professor an die Universität Gießen berufen, wo er 1879/80 Rektor war. 1881 wechselte er an die Universität Greifswald, 1884 nach Erlangen, 1888 nach Würzburg (Rektor 1890/91), 1895 schließlich an die Universität München.
Seuffert unterzeichnete die Erklärung der Hochschullehrer des Deutschen Reiches vom 23. Oktober 1914. In der heutigen Rechtswissenschaft wird vor allem sein Werk zum Autorrecht an literarischen Erzeugnissen zitiert.
Lothar von Seuffert war der Großvater des deutschen Juristen und SPD-Politikers Walter Seuffert.